# Palen (Perú)
Palen es una localidad peruana ubicada en el distrito de Ayabaca, perteneciente a la provincia homónima del departamento de Piura, al norte del Perú. 

## Ubicación
Palen se ubica al centro de la provincia de Ayabaca, en el distrito de Ayabaca, en el departamento de Piura.

## Demografía
En 2017 Palen tenía una población de 12 habitantes.
| Gráfica de evolución demográfica de Palen entre 1993 y 2017 |
|                                                             |
| Fuentes: Población 1993 y 2017                              |